# Slovenská demokratická koalícia
Slovenská demokratická koalícia (SDK, deutsch Slowakische Demokratische Koalition) war eine politische Partei in der Slowakei zwischen den Jahren 1998 und 2002.

## Geschichte
Die SDK wurde am 3. Juli 1997 noch als eine Wahlkoalition gegründet. Sie entstand aus fünf Parteien: Demokratická únia (Demokratische Union, DÚ), Kresťanskodemokratické hnutie (Christlich-demokratische Bewegung, KDH), Demokratická strana (Demokratische Partei, DS), Sociálnodemokratická strana Slovenska (Sozialdemokratische Partei der Slowakei, SDSS) und Strana zelených na Slovensku (Partei der Grünen in der Slowakei, SZS). Diese Zusammenarbeit entstand zum Teil nach den Ereignissen um das „verhinderte“  Referendum im Mai 1997, aber auch zur Vereinigung der oppositionellen Parteien, im Gegensatz zur regierenden HZDS.
Als Reaktion auf diese Koalition verabschiedete die von HZDS geleitete Regierung im Mai 1998 ein Gesetz, das faktisch das Teilnehmen von Koalitionen verhinderte (die SDK bräuchte laut dem vorigen Wahlgesetz 10 % der Stimmen, nun brächte sie mindestens 25 %, um ins Parlament einzuziehen). Da für einzelne Parteien aber weiterhin die Sperrklausel von 5 % galt, wurde die Koalition in eine Partei umgewandelt, mit 150 Mitgliedern (der Anzahl von Sitzen im Nationalrat), wobei die Mitglieder aber auch aus ihren ursprünglichen Parteien austreten mussten. Als Vorsitzender wurde beim ersten Parteikongress in Trnava am 4. Juli 1998 Mikuláš Dzurinda gewählt.
Bei der Parlamentswahl im September 1998 gewann zwar die HZDS mit 27 % der Stimmen, die SDK konnte aber mit 26,33 % als zweitstärkste Kraft einziehen und war in der Lage, eine neue Regierung zu bilden. So entstand die Koalition SDK-SDĽ-SMK-SOP mit einer Mehrheit von 93 der 150 Sitze im Parlament. Der Premierminister wurde Mikuláš Dzurinda (Regierung Dzurinda I, sogenannte „Regierung der Wende“ nach dem Wahlslogan von SDK).
Die Partei hörte offiziell im Juni 2002, kurz vor der Wahl 2002, auf weiter zu existieren; sie wurde aber schon im Jahr 2000 getroffen, als ein Teil der ehemaligen Mitglieder die Partei SDKÚ gründeten.